# 砂田將宏
砂田將宏(日語:すなだまさひろ/Sunada Masahiro ,2000年5月17日)，日本男藝人,大版府出身,所屬團體為BALLISTIK BOYZ from EXILE TRIBE,事務所為LDH (藝能事務所)

## 早年經歷
2000年5月17日，在大阪出生；在年幼時期便受姐姐的影響開始了跳舞，同時也擅長踢足球。
2007年，進入EXPG大阪校學習並成為特待生。
2013年，參加了LDH與avex一起舉辦的“GLOBAL JAPAN CHALLENGE”，並最終合格。
2014年，中學二年級的他加入了PROJECT TARO，和其他成員們一起在紐約留學了約三年半的時間。
2018年，回國後加入了BALLISTIK BOYZ from EXILE TRIBE，成為最年少成員。

## 演藝經歷
2018年4月30日，TBS電視台播出的《周刊EXILE》節目中發表砂田將宏成為BALLISTIK BOYZ組合的成員；5月12日，開始隨組合參加進行“夢者修行 FANTASTICS 9”演出。
2019年5月參與富士電視台「小說王」並演出青島
2019年月22日，隨組合推出首張專輯《BALLISTIK BOYZ》，從而正式出道。
2019年3月2日，開始隨組合進行“武者修行”演出；5月22日，隨組合發表首張專輯《BALLISTIK BOYZ》，從而正式出道；7月4日至7月7日，隨組合參與EXILE TRIBE次世代“Jr.EXILE”的演出“BATTLE OF TOKYO 〜ENTER THE Jr.EXILE〜”；12月31日，隨組合參加LDH跨年演唱會“LDH PERFECT YEAR 2020 COUNTDOWN LIVE 2019▶︎2020 ‘RISING SUN TO THE WORLD’”。
2020年2月14日，隨組合展開“BALLISTIK BOYZ LIVE TOUR 2020 ‘BBZ’”巡迴演唱會。
2020年2月參與BOOK ACT朗讀劇「Short Book Act」
2020年12月31日隨組合參與了LIVE×ONLINE COUNT DOWN 2020-2021
2021年10月到12月隨組合參與了15場巡迴公演"BALLISTIK BOYZ LIVE TOUR 2021 “PASS THE MIC” ～WAY TO THE GLORY～"
2021年12月31日隨組合參與了LIVE×ONLINE COUNT DOWN 2021-2022
2022年1月5日參與了BOOK ACT朗讀劇「ヒーローよ 安らかに眠れ」並飾演綠色英雄(佐野玲於主演)
2022年3月出演EXILE成員橘KENCHI主持的「EXILE NUDE」(7,8集)
2022年5月21隨組合參與LDH選秀節目ICON Z的武道館最終審查,並與CROONERZ合作表演「Animal」
2022月6月3日至7月12日隨組合參與了THE SURVIVAL 2022~BALLISTIK BOYZ vs MA55IVE x PSYCHIC FEVER,並於7月3日舉辦的東京場宣布8月1日將舉辦實體及有晚場ABEMA PPV直播的SPECIAL FAN MEETING

## 個人生活
•家中排行老二,上面有一個姐姐
•喜歡的顏色是綠色,麥克風的顏色為綠色
•個人特色是很深的酒窩與長頭髮,但在22歲生日時將留長多年的長髮剪了
•是團體裡的老么,但是意外的成熟穩重,做事認真負責,不過私底下也常常顯露出超天然的一面
•在團體裡是VOCAL及傻笑與吐槽擔當
•興趣為打高爾夫球(最好的紀錄為100杆)、釣魚,因此熟識EXILE NAOTO與三代目 J SOUL BROTHERS的山下健二郎
•與同組合的奧田力也是青梅竹馬,兩人感情非常好,並且有個hashtag「優心強面關西兄弟」
•喜歡的漫畫是「浦安鉄筋家族」(台灣翻譯為抓狂一族)
•與FANTASTICS from EXILE TRIBE的中島颯太關係十分要好,兩人同為EXPG大阪校出身,也喜歡吉他、鋼琴、劍玉、吐槽,比起組合成員,兩人私底下在一起的時間更長

## 外部連結
https://m.tribe-m.jp/artist/index/235 （页面存档备份，存于） 砂田將宏的EXILE TRIBE moblie
https://www.youtube.com/channel/UC-LCI7zwHR6pmN4WLlNjFhg/videos （页面存档备份，存于） 砂田將宏於紐約期間的Youtube頻道
https://www.instagram.com/masahirosunada.official/ （页面存档备份，存于） 砂田將宏的instagram
https://www.ldh.co.jp/chh/management/sunada/ （页面存档备份，存于） （页面存档备份，存于）砂田將宏的公式頁